# Westhumble
Westhumble är en by i Surrey i England. Byn är belägen 16,9 km 
från Guildford. Orten har 621 invånare (2015).